# جيس ماكالان
جيس ماكالان (بالإنجليزية: Jes Macallan)‏ ممثلة أمريكية. اشتهرت بدور جوسلين كارفر في مسلسل الدراما على شبكة أيه بي سي عشيقات و Ava Sharpe في الدراما الكوميدية الخارقة على شبكة ذا سي دبليو أساطير الغد .

## الحياة المهنية
جيس ماكالان ممثلة ومخرجة. قبل دورها المعتاد في مسلسل Arrowverse الدرامي الخارق ، أساطير الغد (Netflix)، الذي استمر لمدة سبعة مواسم ، لعبت ماكالان دور البطولة في سلسلة الدراما الناجحة على ABC ، عشيقات (Hulu) ، مع أليسا ميلانو ، والتي استمرت لمدة أربعة مواسم. عدد قليل من اعتماداتها العديدة الأخرى ، لعبت دور البطولة في الطيار Crash and Burn ، المدير التنفيذي الذي أنتجه توني هوك ، بالإضافة إلى سلسلة الأفلام الرقمية ، حالة العلاقة ، المدير التنفيذي الذي أنتجه ميلو فينتيميليا وStyleHaul ، والذي تم عرضه في تريبيكا فيلم مهرجان مع الجوائز النقدية.
في الماضي في وقت مبكر من مسيرتها التمثيلية، كانت تميل إلى متابعة شغفها الدائم بالإخراج وبدأت في تظليل المخرجين المخضرمين الذين أعجبتهم. في عام 2016 بميزانية غير موجودة ، كتبت وأنتجت وأخرجت فيلمها القصير ( Self، E ) كعينة إخراجية. عند تقديمها لعدد قليل من المهرجانات المختارة تم قبول الفيلم واستقباله بشكل جيد. الفيلم ضمّن قبول جيس ماكالان في Warner Bros.

## النشأة والتعليم
حصلت على درجة البكالوريوس في إدارة الأعمال ، مع التركيز على التسويق الدولي من جامعة فلوريدا. خلال دراستها سافرت كثيرًا إلى أوروبا، غارقة في شغفها بالثقافة واللغة الأوروبية وخاصة الإيطالية. تشمل شهادتها فصل دراسي بالخارج في جامعة بوكوني المرموقة في ميلانو بإيطاليا. وأثناء مسيرتها الأكاديمية انتهزت أيضًا الفرصة التي عُرضت عليها لتكون عارضة أزياء في ميامي ونيويورك وميلانو. درست لاحقًا التمثيل في لوس أنجلوس وانتقلت إلى مدينة نيويورك لحضور برنامج التمثيل المكثف Meisner الذي يحظى بتقدير كبير في استوديو Maggie Flanigan في المعهد الموسيقي.

## فيلموغرافيا

### أفلام
| عام  | لقب             | دور                       | ملحوظات   |
| ---- | --------------- | ------------------------- | --------- |
| 2008 | المحيط 7-11     | الغبار                    |           |
| 2008 | واحد اثنان كثير | امرأة في السرير           |           |
| 2008 | أزمة الهوية     | ساندي                     |           |
| 2009 | يتصرف بشكل سيء  | كوكتيل نادلة              |           |
| 2009 | سلاح مستأجر     | مذيع الأخبار الأمريكي # 2 |           |
| 2011 | كونه بن لادن    | علي                       |           |
| 2011 | جنية كرة القدم  | كيلسي                     | فيلم قصير |
| 2014 | قبّلني           | إيريكا                    |           |
| 2015 | العطش           | كلير تايلور               |           |
| 2016 | شرط الخطوبة     | كاري تيت                  |           |
| 2019 | هاء النفس       | مخرج                      | فيلم قصير |

### مسلسلات
| عام       | لقب                     | دور                         | ملحوظات                                                      |
| --------- | ----------------------- | --------------------------- | ------------------------------------------------------------ |
| 2011      | وقح                     | تامي                        | الحلقة: "Casey Casden"                                       |
| 2011      | مبرر                    | كاسي                        | 2 حلقة                                                       |
| 2011      | الحامي                  | راشيل                       | الحلقة: "الشؤون"                                             |
| 2012      | تشريح غريز              | هيلاري                      | الحلقة: " Hope for the Hopeless "                            |
| 2012      | تحطم وحرق               | كيلي ميتشل                  | فيلم تلفزيوني                                                |
| 2012      | NCIS: لوس أنجلوس        | ميغان ستيفنز / أنيا فورنييه | الحلقة: "Blye، K.، Part 2"                                   |
| 2014      | المرشد، الناصح          | إليزابيث                    | فيلم تلفزيوني                                                |
| 2013-2016 | عشيقات                  | جوسلين كارفر                | دور أساسي                                                    |
| 2014-2015 | جمعية ريد باند          | اشلي كول                    | 2 حلقة                                                       |
| 2016      | متزوج بحلول عيد الميلاد | كاري                        | فيلم تلفزيوني                                                |
| 2017-2022 | اساطير الغد             | افا شارب                    | الدور المتكرر (الموسم 3) ؛ </br> الدور الرئيسي (المواسم 4-7) |
| 2017      | نعمة غير مألوفة         | جريس كونر                   | فيلم تلفزيوني                                                |